# Мъжки национален отбор по волейбол на Украйна
Националния отбор по волейбол представлява Украйна на международни турнири и приятелски двубои. Първия си двубой изиграва през 1993, след падането на СССР, част от която е и тя. Отборът няма участия на световни и олимпийски игри.

## Олимпийски игри
| Игри                | Държава        | Класиране     | М             | П             | З             | СГ            | ЗГ            |
| ------------------- | -------------- | ------------- | ------------- | ------------- | ------------- | ------------- | ------------- |
| 1996 Атланта        | САЩ            | не се класира | не се класира | не се класира | не се класира | не се класира | не се класира |
| 2000 Сидни          | Австралия      | не се класира | не се класира | не се класира | не се класира | не се класира | не се класира |
| 2004 Атина          | Гърция         | не се класира | не се класира | не се класира | не се класира | не се класира | не се класира |
| 2008 Пекин          | Китай          | не се класира | не се класира | не се класира | не се класира | не се класира | не се класира |
| 2012 Лондон         | Великобритания | не се класира | не се класира | не се класира | не се класира | не се класира | не се класира |
| 2016 Рио де Жанейро | Бразилия       | не се класира | не се класира | не се класира | не се класира | не се класира | не се класира |
| 2020 Токио          | Япония         | не се класира | не се класира | не се класира | не се класира | не се класира | не се класира |
| 2024 Париж          | Франция        | не се класира | не се класира | не се класира | не се класира | не се класира | не се класира |